# Дячков Володимир Якович
Володимир Якович Дячков — (нар. 27 липня 1937, м. Васильків Київської області — 3 листопада 2008, м. Чернівці) — український письменник, критик, публіцист. Член Національної спілки журналістів України (1965) та Національної спілки письменників України (1997).

## Біографія
Народився 27 липня 1937 року в м. Васильків Київської області. Закінчив філологічний факультет Чернівецького державного університету. Працював учителем у селі Топорівці Новоселицького району. З 1963 року — на журналістській роботі: кореспондет, завідувач відділу редакції чернівецької обласної газети «Радянська Буковина», відповідальний секретар видання «Буковина». Помер 3 листопада 2008 року, похований у Чернівцях  на Центральному цвинтарі, що розташований  біля села Годилів.

## Літературна творчість
Перу Володимира Дячкова належать нариси про творчість Є. Фоміна, Михайла Ткача, Петра Осадчука, студії з проблем розвитку сучасної літератури, статті про особливості пісенного жанру та пейзажного вірша, численні рецензії на книжки Володимира Бабляка, Степана Крижанівського, Бориса Гончаренка, Володимира Бровченка, Віталія Колодія, Тамари Севернюк та інших авторів, з якими виступав на сторінках журналів «Вітчизна», «Дніпро», «Жовтень» (сучасна назва «Дзвін»), «Радуга», «Прапор», у газеті «Літературна Україна».

## Книги письменника
- Близька далечінь. — Чернівці [б.в], 1997; Чернівці, 2011.
- Зблиски на зламаному веслі. — Чернівці: Буковина, 1999.
- Тісно вітрові поміж куль. — 2001.
- Краплі сонця на зламаному веслі. — 2001.
- Свічечка на штормовому вітрі. — Чернівці: Зелена Буковина, 2006.
- Близька далечінь. — 2011.

## Відзнаки
- Лауреат літературної премії імені Дмитра Загула (2006).